# Gamst Station
Gamst Station var en dansk jernbanestation i Gamst på den nedlagte sidebane Gesten-Vejen, en del af den tidligere Troldhede-Kolding-Vejen Jernbane.
Stationsbygningen, der stadig eksisterer, er en smuk rødstensbygning i samme byggestil som alle andre stationer ved TKVJ. Banen blev åbnet i 1917, og sidebanen Gesten-Vejen blev nedlagt 31. marts 1951. Sidebanen blev fra 1935 befaret af det navnkundige motorvogn "Lille Johannes". Efter sidebanens nedlæggelse blev strækningen betjent af rutebil, mest kendt var en lille 15 personers fladsnudet Mercedes. YH 79 007.
Ved Gamst Station var der en kvægfold som blev nedlagt sammen med sidebanen, mens et pakhus fik lov at bestå op gennem 1950-erne